# Sainte-Thérèse
Sainte-Thérèse è un comune del Canada, situato nella provincia del Québec, nella regione di Laurentides.
La città è principalmente conosciuta come sede dell'industria pesante, ma è anche un centro di attività ricreative e turistiche. È vicino al limite meridionale di una rete di piste da sci di fondo che si snodano attraverso le Laurentides. Dirigendosi verso nord, è possibile intraprendere diverse giornate di sci all'insegna della natura verso grandi centri di villeggiatura come Mont-Tremblant.
Durante l'estate, molte delle piste da sci vengono utilizzate come piste ciclabili dedicate, consentendo di intraprendere escursioni in bicicletta di una giornata o di una settimana attraverso aree incontaminate, da una località all'altra, senza condividere il diritto di precedenza con i veicoli a motore.

## Storia
Il 23 settembre 1683, in riconoscimento dei suoi servizi militari, Joseph-Antoine Le Febvre de La Barre (governatore della Nuova Francia) concesse la signoria delle Mille Isole a Michel-Sidrac Dugué de Boisbriand. Lo sfruttamento della signoria di 9 miglia quadrate iniziò nel 1714 quando Marie-Thérèse Dugué de Boisbriand e suo marito Charles Piot de Langloiserie presero possesso della signoria. Nel 1715, Langloiserie morì e sua moglie, non avendo le forze per occuparsi dell'opera di colonizzazione della terra, lasciò la Seigneurie abbandonata.

## Formazione scolastica
La Commission scolaire de la Seigneurie-des-Mille-Îles (CSSMI) gestisce le scuole pubbliche francofone.
- Scuola Polivalente Sainte-Thérèse
- Liceo Saint-Gabriel
- Scuola Arthur-Vaillancourt
- Scuola Trait-d'Union
- Scuola Le Tandem
- Scuola Saint-Pierre
- Scuola Terra-Sole